# Peter Legat
Peter Legat (Klagenfurt, 31 mei 1958) is een Oostenrijks gitarist en componist.

## Biografie
In 1977 verhuisde hij naar Wenen en begon hij architectuur te studeren. Na het behalen van het toelatingsexamen aan het Weense Conservatorium, concentreerde hij zich volledig op het bestuderen van jazzgitaar, die hij in 1985 cum laude afrondde. Gedurende deze tijd toerde hij door Oostenrijk met de Weense band Incognito (een toevallig identieke naam met de Engelse formatie) en produceerde hij de twee albums Maracuja Uja (1984) en Nachmarkt (1985). Legat speelde tijdens de jaren 1980 o.a. met de bands Ostinato en Harri Stojka Express. In 1993 richtte hij Count Basic op, een band uit het acid jazz en soulcircuit. In 2008 ontving hij de Amadeus Austrian Music Award voor het beste album in de categorie Jazz/Blues/Folk voor het Count Basic album Love & Light, samen met de zangeres Kelli Sae. In 2008 verscheen een album van een ander muzikaal project onder de titel Team Legat. Legat doceert sinds 1994 elektrische gitaar aan het Institute for Popular Music van de University of Music and Performing Arts Vienna.
- Gemeinsame Normdatei: 1037452178
- International Standard Name Identifier: 0000 0001 2949 8170
- MusicBrainz: 709140ef-2a87-4d4e-ab3f-52bd58cc53de
- Virtual International Authority File: 304940452